# Бил Козби
Вилијам Хенри Козби Млађи (енгл. William Henry Cosby Jr.; Филаделфија, 12. јул 1937) је амерички бивши глумац, стендап комичар, телевизијски продуцент и активиста.

## Биографија
Бил Козби је имао репутацију једног од најпопуларнијих, али и најцењенијих америчких забављача, а познат је по својој досетљивости, смислу за хумор и склоности исказивању топлина на и иза позорнице. Вештину је стекао као комичар у ноћним клубовима, да би се 1960-их пробио на телевизију с акцијском серијом I Spy, за коју је добио награду Еми за најбољег главног глумца у серији. Касније је раних 1970-их постао звезда ТВ-емисије The Bill Cosby Show. Касније је постао звезда дечје телевизијске серијеThe Electric Company, а после створио и хумористичко-образовну анимирану серију Fat Albert and the Cosby Kids посвећену групи пријатеља који одрастају у граду. Козби је такође глумио у великом броју филмова, иако ниједан од њих није оставио трага као његов рад на телевизији. 
1980-их Козби је продуцирао и играо главну улогу у The Cosby Show-у – хумористичкој ТВ-серији која је на програму остала од 1984. до 1992. године. Она се сматра једном од најважнијих ситкома у историји америчке телевизије. У њој се радња одвијала у ситуираној црначкој породици више класе те је приказивала њен живот лишен дотадашњих стереотипа везаних уз црначке ликове на америчкој телевизији. Иако је серија била предмет критика због наводног игнорисања расне неједнакости у америчком друштву, многи су са друге стране тврдили да је имала позитиван ефекат како на саме црнце, тако и на америчко друштво у целини. 
Почетком 1997. године Козби је доживео породичну трагедију када му је син јединац Енис убијен као случајна жртва разбојника-убице. Исте је године био присиљен да на суду одбаци оптужбе за очинство жене чија је мајка, по Козбијевом признању, краће време била његова љубавница.
Успркос томе, Козби се вратио телевизији, прво глумећи у ТВ-серији Козби, а затим као водитељ ТВ-емисије Kids Say the Darndest Things, која је започела са емитовањем 1998. године. Козби се такође вратио и наступима по ноћним клубовима, где је настављао одушевљавати публику својим децентним, очинским стилом комедије. Његов опус се често односи на анегдоте везане за детињство, одрастање као и стварање своје породице, а био је познат и по томе што избегава кориштење простачког речника. Због имиџа очинске доброћудне нарави је стекао велику популарност и надимак „црни тата Америке”. Та се популарност одразила и на његову каријеру промотера разних комерцијалних производа као што су Џело пудинзи, Кока-кола и ланац трговина Сервис мерчандајс. Процењује се да Козбијево богатство износи око 500 милиона америчких долара.